# El Anticristo (película de 1974)
El Anticristo es una película italiana dirigida en 1974 por Alberto De Martino
Se trata de otra más de las numerosas imitaciones que surgieron en su momento a raíz del célebre El exorcista (1973) de William Friedkin.

## Sinopsis
Ippolita es una chica de veinte años, hija del príncipe Massimo Oderisi, que tiene las piernas paralizadas a consecuencia de un violento trauma, ocurrido por un accidente automovilístico en el que murió su madre.
Ippolita está molesta por haber descubierto una historia de amor entre su padre y Gretel, amiga de ella. Poco después, recibe una señal del demonio, que explota dentro de Ippolita y proclama que ha tomado posesión de ella para vengarse de la familia Oderisi y desquitarse de la derrota sufrida cuatro siglos antes. Una sesión de hipnosis revela que los antepasados de Ippolita salvaron su alma en el último momento. 
Poseída por el demonio, Ippolita seduce a su hermano Philip, y trata de matar a su padre. El tío de Ippolita, obispo, intenta arrancarle al demonio del interior, pero no lo consigue. 
Después, llega un monje con una autorización para llevar a cabo un exorcismo. Ippolita consigue engañar al monje con artimañas del demonio, y, queriendo dar a este la victoria, huye del palacio con idea de suicidarse. Entra en el Coliseo seguida por su padre y su hermano, que intentan detenerla. Ippolita empuja a Philip, que cae, pero el padre consigue arrastrarla hasta la gran cruz que hay en medio del anfiteatro. De rodillas, junto a su hermano, Ippolita besa la cruz.
A la salida del sol, todas las campanas de Roma empiezan a sonar, y la cara de Ippolita de nuevo es suave y hermosa. Una vez más, el diablo ha sido derrotado.

## Elenco
- Carla Gravina: Ippolita Oderisi.
- Mel Ferrer: Massimo Oderisi.
- Arthur Kennedy: el obispo Ascanio Oderisi.
- George Coulouris: el padre Mittner.
- Alida Valli: Irene, el ama de llaves.
- Mario Scaccia: el curandero.
- Umberto Orsini: el Dr. Sinibaldi.
- Anita Strindberg: Greta.
- Ernesto Colli: el poseído.
- Remo Girone: Philip Oderisi.
- Bruno Tocci: el acompañante del poseído.
- Lea Lander: Mariangela.
- Beatrice De Bono: la mujer sanada por la estatua de la virgen.
- Vittorio Fanfoni
- Luigi Antonio Guerra
- John Francis Lane